# Reaumuria kermanensis
Reaumuria kermanensis är en tamariskväxtart som beskrevs av Bornm. Reaumuria kermanensis ingår i släktet Reaumuria och familjen tamariskväxter. Inga underarter finns listade.